# Orogenesi caledoniana

Schema delle diverse catene montuose della orogenesi Caledoniana e Acadiana, nel primo Devoniano. La linea di costa attuale è indicata in grigio. Successivamente, con l'apertura dell'Atlantico, parti della catena caledoniana furono divise.

L'orogenesi caledoniana è un'orogenesi le cui tracce si rinvengono principalmente nel nord della Gran Bretagna, nella Scandinavia occidentale, nelle isole Svalbard, nella Groenlandia orientale e in alcune zone dell'Europa centro-occidentale e nella Danimarca
Il ciclo orogenetico caledoniano si sviluppa a partire dall'Ordoviciano fino all'inizio del Devoniano, all'incirca tra 490-390 milioni di anni fa.
Fu causata dalla progressiva chiusura dell'Oceano Giapeto, a seguito della collisione di paleocontinenti e microcontinenti (terrane) della Laurentia, Baltica, e Avalonia, dando così origine al supercontinente Laurussia.
L'orogenesi caledoniana deve il suo nome alla Caledonia, nome latino della Scozia. Questa denominazione è stata usata la prima volta nel 1885 dal geologo austriaco Eduard Suess per indicare un episodio orogenetico nell'Europa del Nord risalente al Devoniano. Altri geologi come Émile Haug e Hans Stille identificarono quindi l'orogenesi caledoniana come uno degli episodi orogenetici della storia tettonica della terra.
Studi attuali ritengono che l'orogenesi caledoniana sia costituita del succedersi di varie fasi tettoniche diacroniche. L'aggettivo "caledoniano" pertanto non si applica ad un preciso periodo temporale, ma ad una serie di eventi tettonicamente correlati.

## Evoluzione geodinamica
Il ciclo orogenetico caledoniano è stato uno dei molti episodi orogenetici che hanno dato luogo alla fine del supercontinente Pangea nel tardo Paleozoico.
Nel primo Paleozoico la maggior parte della crosta continentale faceva parte del paleocontinente Gondwana (comprendente la futura Africa, Sud America, Eurasia del sud, Australia ed Antartide), posizionato in corrispondenza del Polo Sud.
Tra 650 e 550 milioni di anni fa (Ediacarano) il continente Laurentia (contenente la parte nord est del futuro Nord America), insieme al Baltica e al continente siberiano si separarono dal Gondwana, muovendosi in direzione nord verso l'equatore. Questo movimento portò all'apertura dell'Oceano Giapeto tra Gondwana, Baltica e Laurentia.
Nel primo Ordoviciano (480 milioni di anni fa), il microcontinente Avalonia (comprendente frammenti dell'attuale New England, Terranova, Nuovo Brunswick, Nuova Scozia, Irlanda del sud, gran parte dell'Inghilterra e del Galles, i Paesi Bassi e la Germania del nord) iniziò a separarsi dal margine settentrionale del Gondwana.

### Fasi iniziali
Alcune tracce delle fasi iniziali di deformazione e metamorfismo si rinvengono in Scandinavia. La prima fase che viene di solito inclusa nel ciclo caledoniano è la fase finnmarkiana datata a 505 milioni di anni fa (tardo Cambriano). La fase successiva definita Jämmtlandian seguì 455 milioni di anni fa.
Queste fasi vengono interpretate come dovute alla collisione del bordo occidentale del Baltica con un arco insulare o un microcontinente. Analogamente il bordo orientale del Laurentia entrò in collisione con un arco insulare durante l'orogenesi taconiana tra 480 e 435 milioni di anni fa.
Durante l'Ordoviciano, il microcontinente Avalonia si mosse autonomamente verso nord est contro il continente Baltica provocando la subduzione della parte sud orientale dell'Oceano Giapeto (detta Mare di Tornquist) al di sotto di Avalonia. Nel tardo Ordoviciano (450 milioni di anni fa) si instaurò una collisione tra zolle continentali con la scomparsa del Mare di Tornquist e subduzione del margine del continente Baltica sotto l'Avalonia.
La linea di accrezione, detta linea di Tornquist, che separa le due zolle continentali rimane sotto il Mare del Nord, la Danimarca del sud, la Germania e la Polonia settentrionali.

### Fase Scandiana/Grampiana
La fase principale dell'orogenesi caledoniana (tra 425 e 395 milioni di anni fa) viene definita fase Scandiana in Scandinavia e fase Grampiana nelle isole britanniche.
È stata causata dallo scontro tra le placche continentali di Laurentia e Baltica. L'oceano Giapeto, posto tra i due continenti, si chiuse prima al Nord e poi nella parte meridionale. Va notato come l'inizio della collisione tra Laurentia e Baltica è precedente a quella fra Laurentia ed Avalonia.
Dopo la scomparsa dell'oceano, nel medio Siluriano, iniziò lo scontro tra placche continentali, che portò, nel primo Devoniano, alla formazione di una nuova catena montuosa (da 407 milioni di anni fa in poi).
Nel Nord America, l'orogenesi creata dallo scontro tra Laurentia ed Avalonia è detta orogenesi Acadiana.
Secondo alcuni autori, l'orogenesi caledoniana coinvolse un altro microcontinente: Armorica (formato dall'attuale Portogallo meridionale, gran parte della Francia settentrionale, alcune parti della Germania meridionale e la Repubblica Ceca).
Questo microcontinente non formava una unità consistente, ma era piuttosto costituito da vari frammenti, tra i quali l'attuale Massiccio Armoricano e il Massiccio Boemo sono i più rilevanti.
L'oceano fra i continenti uniti di Laurentia, Baltica ed Avalonia (detti collettivamente Euramerica o Laurussia) e il microcontinente Armorica viene definito Oceano Reico.
La posizione della placca crostale Armorica fra l'Ordoviciano ed il Carbonifero è oggetto di controversia fra gli studiosi.
Ci sono tracce che attestano che il movimento del massiccio boemo verso nord iniziò dall'Ordoviciano, ma molti autori datano l'accrezione dell'Armorica contro il margine sud dell'Euramerica nel carbonifero all'interno dell'orogenesi ercinica (340 milioni di anni fa).
Il bacino renoercinico, un bacino di retroarco, si è formato in corrispondenza del margine meridionale dell'Euramerica, subito dopo l'orogenesi caledoniana. Secondo questi autori, una porzione ad arco del margine del continente Euramerica si separò alla formazione del bacino.
Questo bacino si chiuse successivamente quando queste terrane deformate nella fase caledoniana ritornarono a far parte della Laurussia durante l'orogenesi ercinica.

#### Creazioni
Da questa orogenesi si sono creati poi diversi moti: Monti Grampiani, i Monti Pennini, i rilievi dell'Irlanda e i Monti Scandinavi (o Alpi Scandinave).